# Bohemia Rhapsody
Die Bohemia Rhapsody ist ein Hybrid-Passagierschiff, das von der Schiffswerft Bolle Derben 2015 an die Prager Dampfschifffahrtsgesellschaft abgeliefert wurde.

## Schiffsbeschreibung
Die Bohemia Rhapsody ist 45 m lang, 7,5 m breit und verdrängt bei einem Tiefgang von 0,9 m ca. 123 t. Das mit einem Ganzglasschiebedach versehene Schiff bietet Platz für 220 Fahrgäste. Als Hauptantrieb stehen 226 PS zur Verfügung und zum besseren Manövrieren und als Notantrieb wurde ein Schottel-Pumpjet mit 110 PS Leistung im Vorderschiff vorgesehen. Der Pumpjet arbeitet als 360° Bugstrahlruder und kann unabhängig von einer Lithium-Ionen-Akkumulator 30 Minuten bei voller Leistung betrieben werden, steht also als Notantrieb zur Verfügung. Die Bohemia Rhapsody fährt in Prag auf der Moldau für die Reederei Prague Boats.

## Hybridanlage mit Diesel und Akkumulatoren
Die Besonderheit dieses Schiffes ist der hybride Antrieb mit zwei komplett unabhängigen Energiespeichern bzw. Motoren bestehend aus einem Diesel-Hauptantrieb mit Welle und Propeller und einem batterie-elektrischen Nebenantrieb als Strahlruder zur Manövrierhilfe und als Notfallantrieb. Für diese Lösung hatte die Bolle Werft neben der Reederei Prague Boats den Projektpartner Zebotec GmbH zur Seite, um die neuartige Anlagenkonfiguration Lithium-Ionen-Speicher (50 kWh), Diesel Generator und Bugstrahlruder (80 kW) ausfallsicher zu verknüpfen.